# Georges Van Linthout
Pour les articles homonymes, voir Linthout.
Georges Van Linthout, né le 21 décembre 1958 à Hermalle-sous-Argenteau, (province de Liège), est un auteur de bande dessinée belge francophone.

## Biographie

### Jeunesse
Georges Van Linthout naît le 21 décembre 1958 à Hermalle-sous-Argenteauprès de Liège, 10 minutes après son frère jumeau, il est fils d'une férue de peinture et de dessin et d'un joueur d'orgue et de trombone et baigne ainsi tout petit dans une ambiance artistique. Dès la maternelle, il découvre son envie de raconter des histoires puis il remplit ses cahiers de ses propres bandes dessinées Jean et sa bande.
Il fait ses études à l'École supérieure des arts Saint-Luc de Liège, en arts plastiques et illustration et vend ses premières planches au journal Spirou en 1982. Il effectue son service militaire.

### Carrière
En 1984, il réalise seul le court récit L'Alibi de W.C. Williams dans Ice Crim’s. L'année suivante, il crée Lou Smog, un lieutenant de police américain des années 1950 pour le journal Tintin, série qui connaît 8 opus. Il a collaboré à plusieurs Natacha en réalisant les décors. Ensuite, avec Yves Leclercq au scénario, il dessine la série Falkenberg. Les aventures de Falkenberg ont connu trois albums de 1997 à 1999. Parallèlement à cette activité, il travaille avec Stibane (son frère jumeau) et Didgé sur un album sorti fin 1995 : Jenny, vendu par des associations belges d’aide aux enfants en difficulté.
En 2001, Van Linthout publie aux éditions Casterman la série polar Twins avec Yves Leclercq au scénario, la série s'étalera sur trois albums jusqu'en 2003 et il scénarise la série Les Enquêtes Scapola avec Stibane au dessin, trois albums de 2000 à 2003 chez le même éditeur.
Il collabore à plusieurs revues en Grande-Bretagne et publie avec Didgé un gag mensuel dans la revue Touring. Il signe aussi des dessins sous le pseudonyme de Géo. Pendant plusieurs années, il anime avec Didgé et Stibane des ateliers en milieu carcéral. De 2003 à 2006, Georges Van Linthout adapte en BD la série télévisée Caméra Café. Avec Stibane et Didgé, ils dessinent et scénarisent cinq albums parus chez Jungle.
En plus des différentes séries sur lesquelles il a travaillé, Georges Van Linthout a réalisé plusieurs albums de BD one shots.
La Nuit du lièvre, un polar scénarisé par Yves Leclerq, remporte le prix du meilleur scénario au festival BD de Darnétal en 2002 ; cet album noir et blanc d’une centaine de pages est publié dans la collection « Encrages » des éditions Delcourt en 2001.
En 2005, il publie, toujours avec Yves Leclerq, Conquistador dans la collection « Romans » aux éditions Casterman. Ils réalisent encore ensemble en 2007 une biographie de T-Bone Walker aux éditions Nocturne où l’on retrouve un dessin dans la lignée de l’album Conquistador.
Il réalise deux albums avec le scénariste Rodolphe. D’abord, ils signent ensemble la biographie du rocker Gene Vincent, Gene Vincent – Une Légende du rock’n’roll, parue en 2007 dans la collection « Long Courrier » des éditions Dargaud. Et en 2008, pour la collection « Rivages/Casterman/Noir », ils collaborent sur l’adaptation du roman de Budd Schulberg Sur les quais, histoire qui avait été adaptée dans le film d’Elia Kazan en 1955 avec Marlon Brando dans le rôle principal.
Il publie entre autres Braquages et Bras Cassés début 2010 aux éditions de La Boîte à bulles avec Benjamin Fischer au scénario. À l'occasion du centenaire du début de la Première Guerre mondiale, il dessine le one shot historique Comme en Quatorze — pour lequel il utilise un lavis de gris — scénarisé par le liégeois Philippe Brau publié dans la collection « Histoire » aux éditions Des ronds dans l'O en 2014.
En 2016, il commence à publier la série Brian Bones sur un scénario de Rodolphe qui s'étale sur cinq albums dans la collection « Calandre », aux Éditions Paquet en 2023. Brian Bones est un détective privé travaillant pour des assurances automobiles qui enquête en mettant en avant un véhicule emblématique des années 1950-1960, différent dans chaque volume. Ainsi le premier tome fait briller la Buick Roadmaster, le second la Cadillac Eldorado. Dans le troisième tome de 2019, c'est la Chevrolet Corvette 57 qui rutile de tous ses chromes. Le quatrième tome quant à lui s'intéresse cette fois à une voiture française la DS 29 (2020). Pour l'opus Facel Vega (2023), le journaliste du site Planète BD et membre de l'ACBD écrit : « Le dessin de Georges Van Linthout est quant à lui toujours aussi efficace et agréable dans sa veine semi-réaliste et 100 % dynamique. »
En 2022, il dessine l'adaptation en bande dessinée du roman Goat Mountain de David Vann sur un scénario de sa fille O. Carol, chez Philéas. En 2025, il dessine le thriller Le Maître de California Hill sur un scénario de Laurent-Frédéric Bollée, publié aux éditions La Boîte à bulles. Ce récit conte le pari engagé par Leland Stanford aidé de Eadweard Muybridge visant à prouver que les quatre jambes d'un cheval au galop ne touchaient pas le sol de manière simultanée.
Selon Didier Pasamonik « Graphiquement, Georges Van Linthout s’inscrit dans la tradition réaliste de l’École belge, celle d’un Hermann par exemple, en dépit d’un trait plus sketchy. Mais il est très solide et son côté quelquefois esquissé, charbonneux, vient souligner la confusion dans les sentiments et dans les esprits. »
En termes d'influences, Van Linthout a des sources d'inspiration multiples. En bande dessinée : Milton Caniff, Cosey, Will Eisner, José Muñoz, Hugo Pratt, Maurice Tillieux sans oublier Jean Giraud et surtout Jijé.

### Vie privée
Georges Van Linthout demeure à Cheratte où il est voisin de François Walthéry. Il est marié et ils ont quatre enfants dont sa fille Caroline (O. Carol) et Benjamin Fischer.

## Œuvre

### Albums de bande dessinée
- La Nuit du lièvre[18], Delcourt, Paris, 2001
Scénario : Yves Leclercq - Dessin : Georges Van Linthout -  (ISBN 2-84055-533-6)
- Conquistador[19], Casterman, Bruxelles, 2005
Scénario : Yves Leclercq - Dessin : Georges Van Linthout -  (ISBN 2-203-33497-5)
- T-Bone Walker, Nocturne, Paris, 2007
Scénario : Yves Leclercq - Dessin : Georges Van Linthout
- Gene Vincent - une légende du rock'n'roll, Dargaud, Paris, 2007
Scénario : Rodolphe - Dessin : Georges Van Linthout -  (ISBN 978-2-205-05885-7)
- Philippe Candeloro : Apprenti reporter (scénario Fab, dessin Géo et Didgé, Jungle, 2007)
- Sur les quais, Rivages/Casterman/Noir, Bruxelles, 2008
Scénario : Rodolphe - Dessin : Georges Van Linthout -  (ISBN 978-2-203-00776-5)
- La Revanche des fumeurs[20], Jungle !, coll. « Et fier de l'être », Paris, novembre 2008
Scénario : Hipo - Dessin : Géo, Stibane et Didgé - Couleurs : Alice Van Linthout, Didgé -  (ISBN 978-2-87442-611-7)
- Braquages et Bras Cassés[21], La Boîte à bulles, coll. « Contre-jour », Antony, 2010
Scénario : Benjamin Fischer - Dessin : Georges Van Linthout - Couleurs : noir et blanc -  (ISBN 978-2-84953-098-6),Réédition en 2025[22],[23] (ISBN 978-2-84953-531-8).
- Mojo[24],[25], Vents d'Ouest, coll. « Intégra », Grenoble, 2011
Scénario : Rodolphe - Dessin : Georges Van Linthout -  (ISBN 978-2-7493-0556-1)
- 1. Ça sent bon les vacances !, Jungle, Bruxelles, 21 septembre 2012
Scénario : Didier Chardez - Dessin : Stibane - Couleurs : Van Linthout, Georges -  (ISBN 978-2-8222-0252-7)
- Celui qui n'existait plus[26], Vents d'Ouest, coll. « Intégra », Grenoble, 2014
Scénario : Rodolphe - Dessin : Georges Van Linthout -  (ISBN 978-2-7493-0750-3)
- Comme en Quatorze[10], Des ronds dans l'O, coll. « Histoire », Vincennes, 3 juillet 2014
Scénario : Philippe Brau - Dessin : Georges Van Linthout - Couleurs : noir et blanc -  (ISBN 9782917237731)
- Arraigo[27], La Boîte à bulles et Amnesty International, Paris, 2015
Scénario : Benjamin Fischer - Dessin et couleurs : Georges Van Linthout -  (ISBN 978-2-84953-230-0)
- Grands Crus en eaux troubles[28], Glénat, Grenoble, 2017
Scénario : Laurent Panetier - Dessin : Georges Van Linthout - Couleurs : Alice Fischer -  (ISBN 978-2-7493-0825-8)
- Peticric - Les Contes de Thérébentine, Le Chaînon manquant, janvier 2018
Scénario : Georges Van Linthout, Stibane, Michel Dusart - Dessin et couleurs : Stibane -  (ISBN 978-2-358-97697-8)
- Goat Mountain[29],[30], Philéas, Paris, 2022
Scénario : O. Carol - Dessin et couleurs : Georges Van Linthout -  (ISBN 978-2-491-46723-4)
- Le Maître de California Hill[31],[32],[33],[34], La Boîte à bulles, Paris, 5 février 2025
Scénario : Laurent-Frédéric Bollée - Dessin : Georges Van Linthout - Couleurs : noir et blanc -  (ISBN 978-2-84953-517-2)

### Para-BD
À l'occasion, Georges Van Linthout réalise des portfolios, ex-libris, et cartes postales. Il réalise également des affiches de festivals de bande dessinée.

### Discographie
- 2004 : Caméra Café[57] – L'album (CD, Album), M6 Interactions, M6I 1768-2
- 2007 : T-Bone Walker[57] – 1942/1956, (2×CD, Comp), Nocturne, BDBL191, 11
- 2022 : Eddy Mitchell[58], (LP, Comp, Stereo), BDMusic, Diggers Factory, VS013

### Collections publiques
2 œuvres de cet artiste sont conservées au Centre belge de la bande dessinée et font partie du patrimoine mobilier de la région Bruxelles-Capitale.

## Distinctions
- 2013 :  prix de l’Espace culturel E. Leclerc Flers[60],[61],[62] ;
- 2016 :  prix Charles-Henri Salin (BD reportage de l'année), Guadeloupe pour Arraigo.

#### Livres
: document utilisé comme source pour la rédaction de cet article.
- Jean-Louis Lechat, Un demi-siècle d’aventures t. 2 : 1970 - 1996, Bruxelles, Le Lombard, 5 décembre 1996, 224 p., ill. ; 31 cm (ISBN 280361233X, OCLC 37995939, BNF 37539082, présentation en ligne), p. 127, 128. .
- Jean Pirotte (dir.) et Luc Courtois, Du régional à l'universel. : L'imaginaire wallon dans la bande dessinée., Louvain-la-Neuve, Fondation wallonne Pierre-Marie et Jean-François Humblet, 1999, 310 p. (ISBN 978-2-9600072-3-7 et 2960007239, OCLC 1075833932), p. 29, 31, 255 lire sur Google Livres
- Jacques Fiérain, « Van Linthout, Georges », dans La BD dans les provinces de Liège, Namur et Luxembourg, Charleroi, Éd. l'Âge d'or, 2004, 112 p., ill. ; 31 cm (ISBN 9782960019698, OCLC 470388297, présentation en ligne), p. 103.
- Patrick Gaumer, « Van Linthout, Georges », dans Dictionnaire mondial de la BD, Paris, Larousse, 2010, 953 p., ill. ; 27 cm (ISBN 978-2-0358-4331-9 et 2-0358-4331-6, OCLC 920924930, présentation en ligne), p. 890-891. .
- Philippe Mellot, Michel Denni, Laurent Turpin et Isabelle Morzadec, Trésors de la bande dessinée : BDM 2021-2022 - Catalogue encyclopédique et Argus, Paris, Les Arènes, novembre 2020, 22e éd., 1700 p., ill. ; 23 cm (ISBN 9791037502582, OCLC 1240308146, présentation en ligne), p. 72, 177, 178, 280, 389, 4414, 454, 495, 670, 753, 806, 1088, 1107, 1245. .

#### Périodiques
- Rodolphe et Georges Van Linthout (interviewés par Sophie Bogrow), « Case à case : Lâchez tout ! Lâchez-vous ! - Entretien avec Rodolphe et Georges Van Linthout », Casemate, no 68,‎ mars 2014 (ISSN 1964-504X).

#### Articles
- Georges Van Linthout (interviewé par Charles-Louis Detournay), « Interviews : Georges Van Linthout : « "Brian Bones" est un polar tous publics, dans la pure tradition de la BD belge » », ActuaBD,‎ 18 juillet 2020 (lire en ligne, consulté le 8 décembre 2024)
- Georges Van Linthout (interviewé par Pierre Burssens), « Entretien avec Georges Van Linthout : "J’essaye de continuer à m’amuser en pratiquant ce métier" », Auracan,‎ 9 septembre 2020 (lire en ligne, consulté le 8 décembre 2024)
- Georges Van Linthout (interviewé), « Interview de Georges Van Linthout, à propos du « Maître de California Hill » », La Mouette hurlante,‎ 18 février 2025 (lire en ligne, consulté le 22 février 2025).

### Podcasts
- Émission numéro 1 Georges Van Linthout émission Eclectrique présentée par Romain Pierre Giergen, sur 48FM via Mixcloud, 2016, (1 h 27 min 21 s).

### Émissions de télévision
- "DS 29" la nouvelle aventure de Brian Bones dessinée par Georges Van Linthout sur Qu4tre Liège Média, présentation : Françoise Bonivert (2 min 54 s), 6 juillet 2020.
- CultureL avec "Goat mountain" par Georges Van Linthout sur Qu4tre Liège Média, présentation : Françoise Bonivert (25 min 59 s), 27 avril 2022.
- Eddy Mitchell, la vinyl story signée par Georges Van Linthout et O'Carol sur Qu4tre Liège Média, présentation : Françoise Bonivert (3 min 10 s), 31 décembre 2022.
- CultureL avec le dessinateur et scénariste BD Georges Van Linthout sur Qu4tre Liège Média, présentation : Françoise Bonivert (25 min 31 s), 14 février 2025.

### Vidéographie
- [vidéo] « Georges Van Linthout interview "Liège, terre de BD", festival international de la BD de Liège, 23e édition », sur YouTube, 29 août 2016